# Iwade
Pour le village britannique, voir Iwade (Royaume-Uni).
Iwade (岩出市, Iwade-shi) est une ville située dans la préfecture de Wakayama, sur l'île de Honshū, au Japon.

## Géographie

### Localisation
Iwade est située dans le nord de la préfecture de Wakayama.

### Démographie
En août 2022, la population d'Iwade s'élevait à 54 249 habitants, répartis sur une superficie de 38,51 km2.

### Hydrographie
Iwade est traversée par le fleuve Ki.

## Histoire
Le bourg d'Iwade a été créé le 30 septembre 1956. Il a acquis le statut de ville en 2006.

## Culture locale et patrimoine
- Negoro-ji

## Transports
Iwade est desservie par la ligne Wakayama de la JR West.